# Projekt Gutenberg
Projekt Gutenberg (PG) (angleško Project Gutenberg) je digitalna knjižnica prosto dostopnih besedil fizično obstoječih knjig v elektronski obliki. Leta 1971 jo je začel Michael S. Hart. Besedila so večinoma v javni domeni, bodisi zaradi tega, ker zanje nikdar niso veljale avtorske pravice, bodisi zaradi pretečenih avtorskih pravic. Vključuje tudi nekaj besedil, za katere veljajo avtorske pravice, a so objavljene s privoljenjem avtorja. Projekt je bil imenovan po nemškem tiskarju Johannesu Gutenbergu iz 15. stoletja, izumitelju premičnih tiskarskih črk. Maja leta 2021 je projekt obsegal že preko 65.000 elektronskih knjig. Poslanstvo projekta je spodbuditi ustvarjanje in razširjanje elektronskih knjig.
Izdaje elektronskih knjig so dosegljive primarno v navadnem ASCII tekstu in kjer je možno tudi v ostalih formatih kot npr. HTML, PDF, EPUB, MOBI, in Plucker. Večina izdaj je v angleškem jeziku, obstaja pa tudi veliko del v ostalih jezikih. Obstajajo podobni sestrski projekti, ki imajo dodatno vsebino, vključno z regionalnimi in jeziku specifičnimi deli. Projekt Gutenberg je povezan tudi s projektom Distribuirani preverjevalci branja (angleško Distributed proofreaders), ki je Internetna skupnost za preverjanje skeniranih tekstov.

## Splošna dejstva
Večinoma se projekt osredotoča na zgodovinsko pomembno književnost in pogosto uporabljana dela. Slogan projekta je »uničiti pregrade neznanja in nepismenosti« (angleško to break down the bars of ignorance and illiteracy). Projekt želi nadaljevati delo razširjanja splošne pismenosti in spoštovanja književne dediščine, ki so ga javne knjižnice začele v zgodnjem 20. stoletju. Če je možno, so izdaje projekta dostopne v čistem ASCII besedilu. Možne so tudi v drugih formatih, če so njihovi avtorji prostovoljci.
Potekali so pogovori o začetku uporabe oblike XML zapisa, a je bil uspeh slab. Zakonsko zaščiteni formati, denimo PDF, se na splošno ne skladajo s cilji Projekta Gutenberg. Kljub temu jih je bilo nekaj dodanih v zbirko. 
Večina izdaj projekta je v angleščini, vendar je nastalo že večje število izdaj v nemščini, francoščini, italijanščini, španščini, nizozemščini, finščini, kitajščini in v nekaj drugih jezikih.
Vsa besedila lahko uporabniki pridobijo in razpečujejo brezplačno. Edina omejitev glede razširjanja je, da mora nespremenjeno besedilo vsebovati glavo Projekta Gutenberg. Če je besedilo spremenjeno, ne sme biti označeno kot besedilo Projekta Gutenberg.
Projekt je do maja 2021 izdal že več kot 65.000 elektronskih knjig, ki so jih večinoma prispevali prostovoljci. Še vedno je aktiven in kdorkoli lahko postane korektor z vpisom na sestrskem projektu Distributed Proofreaders.

## Zgodovina
Leta 1971 je Michael S. Hart obiskoval Univerzo Illinoisa (University of Illinois), kjer je imel po zaslugi enega njegovih prijateljev neomejen dostop do računalniškega sistema Xerox Sigma V. To darilo je želel nekako povrniti (procesorski čas je bil vreden velike količine denarja) in razmišljal je, katera stvar bi bila vredna tako veliko.
Ta računalnik je bil eden izmed 15 vozlišč računalniškega omrežja, ki je kasneje postalo internet. Hart je verjel, da bodo nekoč računalniki dostopni splošni javnosti in tako se je odločil, da bo omogočil prost dostop do književnih del v elektronski obliki. V svojem nahrbtniku je imel izdajo ameriške Deklaracije neodvisnosti, ki je postala prvo e-besedilo Projekta Gutenberg. 
Sredi 90. let 20. stoletja je illinoiška univerza prenehala gostovati projekt. Kasneje je prišlo do podobnega dogovora z Univerzo Carnegie Mellon, ki se je strinjala s prevzetjem naloge upravljanja financ projekta. Leta 2000 je bila ustanovljena neprofitna fundacija Literarni Arhiv Projekt Gutenberg (angleško Project Gutenberg Literary Archive Foundation, Inc.) v Misisipiju za legalne potrebe projekta. Donacije organizaciji so oproščene plačila davkov. Dolgoletni prostovoljec Projekta Gutenberg Gregory Newby je postal direktor fundacije.
Do danes se je čas, ki je potreben za digitalizacijo knjige, močno zmanjšal. Knjige navadno niso pretipkane, temveč so prenešene v računalnik s pomočjo optičnega čitalnika in OCR programja. (OCR - Optical Character Recognition; optično prepoznavanje znakov). Kljub tem pomagalom dela še vedno zahtevajo pozorno korekturo in urejanje, preden so lahko dodana zbirki.

## Povezane organizacije
Leta 2000 je Charles Franks ustanovil Internetno skupnost Distributed Proofreaders (DP), ki omogoča preverjanje skeniranih tekstov med prostovoljci na Internetu. To je povečalo možnosti za dodajanje novega gradiva in teksta k Projektu Gutenberg in istočasno tudi poenostavilo možnosti za medsebojno sodelovanje med novimi prostovoljci in njihovo prispevanje k projektu. Distributed Proofreaders je postala priznana skupnost s strani Projekta Gutenberg leta 2002. Leta 2007 je 10.000+ prispevanih elektronskih knjig iz skupnosti Distributed Proofreaders sestavljalo skoraj tretjino vseh elektronskih knjig v Projektu Gutenberg. 

## Ostali projekti, ki jih je spodbudil Projekt Gutenberg

### Književnost
Avstralski projekt Gutenberg (Project Gutenberg of Australia) je sestrski projekt originalnega. Upošteva avstralske zakone o avtorskih pravicah, ki se od ameriških razlikujejo v tem, da delo že po 50 letih preide v javno domeno. Tako lahko razširja veliko več del, nastalih v 20. stoletju. Osredotoča se tudi na digitaliziranje avstralskega materiala. Zaradi pogajanj o obnovi prostotrgovinskega sporazuma med Avstralijo in ZDA bi lahko ta besedila postala nedostopna, saj pogodba vključuje spremembe zakona o avtorskih pravicah.
PG-EU je nov sestrski projekt, ki deluje pod zakoni Evropske unije. Eden njegovih ciljev je v projekt Gutenberg vključiti čim večje število jezikov. Deluje s kodno tabelo Unicode, saj to omogoča pravilno in enostavno prikazovanje vseh abeced. 
Aozora Bunko je podoben japonski projekt, ki se osredotoča na digitaliziranje del, za katere ne veljajo avtorske pravice pod japonskimi zakoni. Večina besedil predstavlja japonska književnost in prevodi iz angleščine. 
Projekt Runeberg je podoben projekt za besedila nordijskih jezikov. Začet je bil leta 1992.
Projekt Ben-Yehuda prinaša hebrejska dela v javni domeni na internet. Navdihnil ga je Projekt Gutenberg. Začel se je leta 1999, vodi pa ga Narodno središče za knjige v jidišu (National Yiddish Book Center) iz Amhersta v Massachusettsu. Skuša izdelati digitalne različice vseh del v svoji zbirki.
Digitalna knjižnica Slovenije Dlib.si je podoben projekt - spletni informacijski portal, ki ponuja prosto iskanje po virih in brezplačen dostop do digitalnih vsebin - revij, knjig, rokopisov, zemljevidov, fotografij, glasbe in priročnikov.
Leta 2000 je Charles Franks ustanovil Distributed Proofreaders (Porazdeljeni korektorji), ki omogoča, da branje korektur optično prebranih besedil izvajajo številni prostovoljci prek interneta. Knjige optično preberejo in na spletno stran postavijo rezultate. Prevzamejo jih drugi prostovoljci, korektorji, in jih dvakrat pregledajo. S tisoči prostovoljcev, od katerih vsak obdeluje eno stran, lahko knjigo normalnega obsega preverijo v nekaj urah. Knjige nato dokončno obdelajo in jih pošljejo Projektu Gutenberg.

### Glasba
Projekt Gutenberg ima podprojekt, ki digitalizira notne zapise glasbe.
Projekt Mutopia (Mutopia project) skuša za glasbo narediti tisto, kar Projekt Gutenberg dela za književnost.